# Laino Castello
Laino Castello (Castièddru in calabrese) è un comune italiano di 759 abitanti della provincia di Cosenza in Calabria. È uno dei 56 comuni del Parco nazionale del Pollino.

## Geografia fisica

### Territorio
Laino Castello è situato ad un'altitudine di 545 metri s.l.m. su una collina sul versante calabro della Valle del Mercure, al confine con la Basilicata. L'intera superficie comunale ricade all'interno dell'area del Parco nazionale del Pollino con circa 1000 ha all'interno della "zona 1: di rilevante interesse naturalistico, paesaggistico e culturale con limitato grado di antropizzazione", mentre la restante parte del territorio è in "zona 2: di valore naturalistico, paesaggistico e culturale con maggiore grado di antropizzazione".
La morfologia del territorio è piuttosto complessa con quote che vanno dai 1291 metri del monte La Destra ai 175 metri della parte bassa del fiume Lao. Proprio a causa della sua particolare conformazione vi è la presenza di numerosi corsi d'acqua, dei quali però solo due possono considerarsi veri e propri fiumi (fiume Lao e fiume Battendiero).

## Storia
Laino Castello e Laino Borgo furono nel passato quasi sempre un unico comune denominato semplicemente Laino.

La divisione del demanio comunale ex feudale risale al 4 novembre 1811. I due comuni vennero successivamente riunificati l'11 marzo 1928 sotto il nome di Laino Bruzio e infine di nuovo separati il 19 ottobre 1947.
Per lungo tempo, dunque, l'evoluzione storica ha segnato identiche tappe per entrambi i paesi.

### Origini
Le origini di Laino risalgono alla seconda metà del VII o ai primi anni del VI secolo a.C. Non si è ancora certi se fu colonia della Magna Grecia, fondata dai superstiti della distruzione di Sibari, o invece se fu fondata dai superstiti di Lavinium in fuga dalle incursioni barbariche. Il suo territorio era parte del confine settentrionale dell'antica Enotria, nome con cui veniva individuata un'antica regione d'Italia meridionale che sicuramente comprendeva la Calabria, abitata dagli Enotri. 

Nel 1812, in località Umari, si rinvennero numerosi sepolcri disposti in ordine, all'interno dei quali si trovarono 53 vasi figurati molto grandi. La costruzione con grossi blocchi di tufo intonacati all'esterno e pitturati per lo più di rosso fa pensare fossero sepolcri tipicamente greci.
Sempre nella zona compresa tra località Umari e le località San Primo e Santa Gada (queste ultime in territorio di Laino Borgo) vennero alla luce negli anni successivi resti di sepolcri e edifici di vario tipo e numerosi oggetti quali monete, statuette, busti, vasi e utensili vari, non solo di epoca greca ma anche romana.

I numerosi ritrovamenti di monete riconducibili alla città di Laos, fanno pensare che ci fossero due Laos: "Il La Cava, e poi il lainese Giuseppe Gioia, ritenevano che i reperti archeologici e le monete di conio rinvenute nel sito di S. Gada confermano l'esistenza di due Laos, una nell'entroterra e l'altra marina, alla foce del Lao nei pressi dell'odierna Scalea".

Certo è che in poco tempo, anche grazie alla posizione strategica che occupava, la città sia diventata potente: coniava monete (i cui simboli erano il vitello, la colomba e l'aquila) e aveva frequenti scambi commerciali.
Dopo un periodo di splendore durato circa due secoli, dalla fine del IV secolo a.C., iniziò una lenta e inesorabile decadenza segnata anche dall'incedere dei Lucani e dei Bruzi animati da pressanti mire espansionistiche. La città si riduce ad un villaggio e resta tale per tutto il periodo aureo romano.

### L'influenza dei monaci basiliani
Laino inizia a risollevarsi con l'arrivo dei Bizantini.

Di molta importanza per tutta la zona fu il monachesimo greco-bizantino, definito basiliano perché si ritiene che i monaci seguissero la regola di San Basilio.
Proprio i monaci basiliani iniziarono a impiantare nel territorio una serie di laure, cappelle, chiese e monasteri che fecero accrescere l'importanza religiosa e culturale di Laino e di tutta l'area circostante.
Segni evidenti della presenza dei monaci basiliani si trovano nella chiesa madre di San Teodoro, nel centro storico, e nell'uso della liturgia greca durata fino al 1562, nonché nella toponomastica di varie località.

Nella prima metà del XIX secolo in località Santo Ianni, nei pressi di quello che sarebbe stato il monastero basiliano di S. Joanes di Cuzca (fondato tra il 900 e il 1000), sono stati scoperti tra i resti di questa chiesa, dipinti, armi, monete dell'epoca repubblicana romana e dell'imperatore bizantino Teofilo.

### Periodo feudale
Nella guerra per il predominio tra Bizantini e Longobardi, questi ultimi costruirono sul colle San Teodoro un castello (Castrum Layni). La posizione strategica del castello, con tre lati a picco e una ampia vista sulla valle sottostante, hanno consentito che il potere e l'importanza di Laino crescessero fino a farlo diventare uno dei sette gastaldati più importanti dell'Italia meridionale.

Dal 851 in poi il gastaldato di Laino fu capoluogo di un vasto territorio compreso nel Principato di Salerno.
L'arrivo dei Normanni segnò per il centro l'inizio di una successione di feudatari che ne riducono e smembrano il territorio.
Primi signori furono i Chiaromonte che conservarono il dominio per tutto il periodo svevo.

Nel 1101 Ugo di Chiaromonte fa donazione all'Episcopato Cassanese del territorio di Mormanno, fino ad allora possedimento di Laino.

Nel 1221 venne costituita la parrocchia di San Teodoro, il cui culto fu portato dall'Oriente.
La conquista della rocca di Laino fu oggetto di varie battaglie tra Angioini e Aragonesi. Per questo motivo, nel 1269 Carlo I d'Angiò creò a Laino una piazzaforte militare che venne in seguito ceduta da Carlo III a Ruggiero di Lauria. Morto quest'ultimo, la fortezza e i suoi possedimenti passarono nel 1310 prima al figlio Berengario e poi alla figlia Flavia che la portò in dote al marito Enrico Sanseverino.
Nel 1496 il capitano spagnolo Consalvo de Cordoba espugnò con l'inganno la fortezza e vinse la battaglia decisiva contro gli Angioini e nel 1497 Laino passa sotto il diretto dominio aragonese.

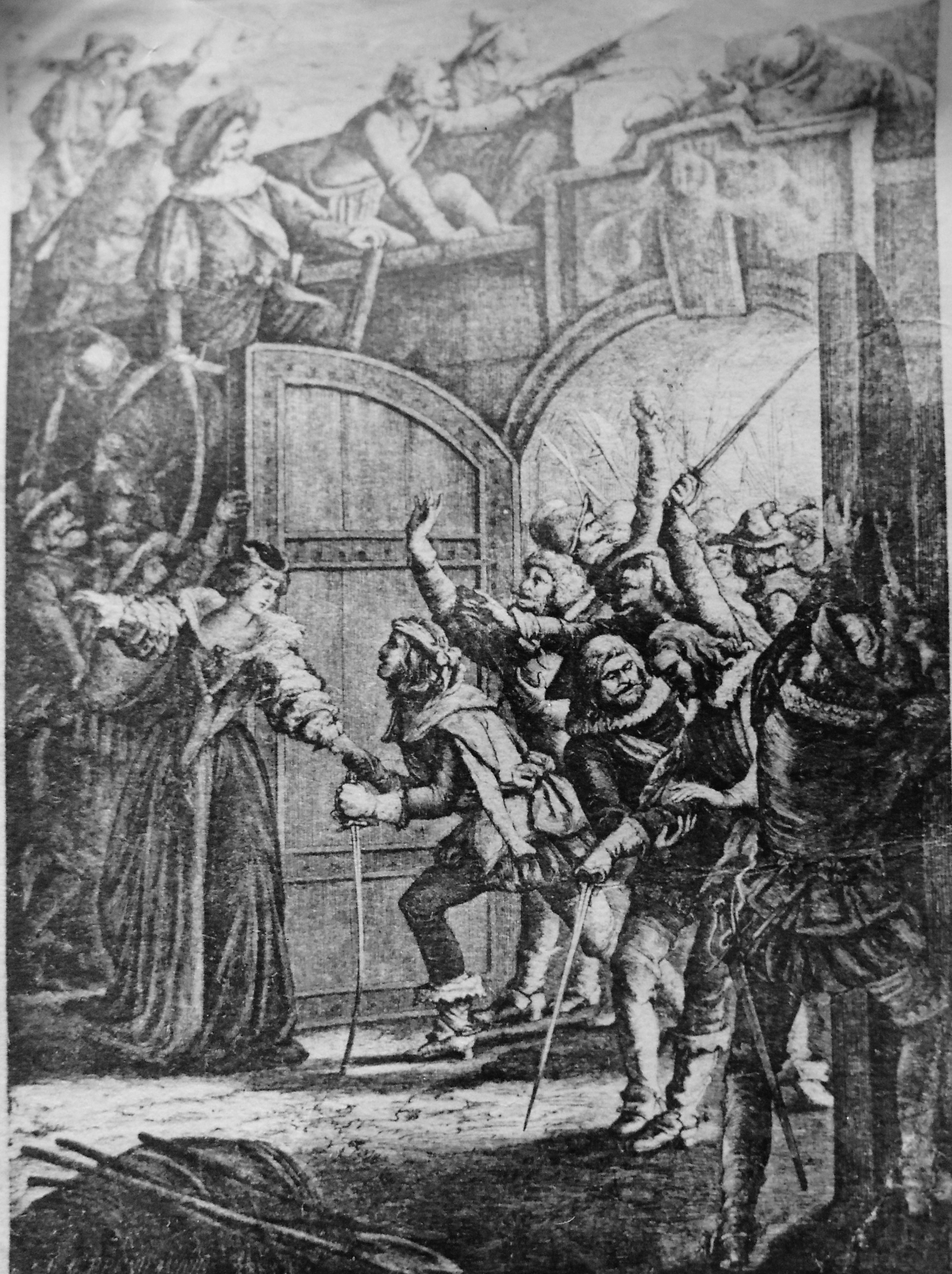
Luglio 1528 - La marchesa di Laino accoglie i reduci della disfatta di Cosenza (stampa del 1800)

Nel 1500 il feudo di Laino viene ceduto a Ferrante de Cardenas, con il titolo di marchese di Laino.

I de Cardenas mantennero il feudo fino alla legge del 2 agosto 1806 con la quale si sancisce l'abolizione della feudalità.

### Epoca moderna
Con il passaggio del Regno di Napoli ai Borbone nel XVIII secolo si iniziano a vedere i primi tentativi di riforme: viene abolita l'inquisizione e la decima (parte del raccolto che spettava di diritto al feudatario). La fine del regime feudale segna l'inizio del potere della borghesia.
Tra il XVIII e il XIX secolo si diffonde anche a Laino il fenomeno del brigantaggio.
Nel 1812 sorsero a Laino delle società segrete che parteciparono alla cospirazione carbonara con le vendite "Filantropi di Tebe" a Laino Borgo e "S. Teobaldo" a Laino Castello.
Il 21 ottobre 1860 viene accettata con un plebiscito l'annessione al Regno di Sardegna.

### Il trasferimento
Con decreto del Ministro dei LL.PP. Giuseppe Togni, emesso in data 3 giugno 1960, a seguito a dei problemi di natura idrogeologica, l'abitato di Laino Castello venne dichiarato da trasferire in altro luogo per problemi di natura idrogeologica e fenomeni sismici. Viene così scelto il sito dove edificare il nuovo centro abitato ed inizia la costruzione delle prime infrastrutture.
Solo nel 1981, poi, a seguito di un ennesimo sisma ed in virtù delle stesse motivazioni di circa vent'anni prima, la popolazione ha dovuto abbandonare le proprie case e l'abitato fu definitivamente abbandonato.

## Società

### Evoluzione demografica
Abitanti censiti

### Lingue e dialetti
Il dialetto lainese rientra tra le parlate della cosiddetta Area Lausberg, ossia l'area posta geograficamente a cavallo tra la Basilicata meridionale e la Calabria settentrionale, definita così dal nome del linguista tedesco Heinrich Lausberg, che per primo ne ha studiato il linguaggio.

## Amministrazione
Elenco dei Sindaci del Comune di Laino Castello (1985-2024)
| Periodo        | Periodo        | Primo cittadino    | Partito                   | Carica  | Note  |
| -------------- | -------------- | ------------------ | ------------------------- | ------- | ----- |
| 6 giugno 1985  | 23 maggio 1990 | Benedetto Manfredi | DC                        | Sindaco | [ 9 ] |
| 23 maggio 1990 | 24 aprile 1995 | Benedetto Manfredi | DC                        | Sindaco | [ 9 ] |
| 24 aprile 1995 | 14 giugno 1999 | Gaetano Palermo    | Partito Popolare Italiano | Sindaco | [ 9 ] |
| 14 giugno 1999 | 14 giugno 2004 | Gaetano Palermo    | Partito Popolare Italiano | Sindaco | [ 9 ] |
| 14 giugno 2004 | 8 giugno 2009  | Giovanni Cosenza   | lista civica              | Sindaco | [ 9 ] |
| 8 giugno 2009  | 26 maggio 2014 | Giovanni Cosenza   | lista civica              | Sindaco | [ 9 ] |
| 26 maggio 2014 | 27 maggio 2019 | Giovanni Cosenza   | lista civica              | Sindaco | [ 9 ] |
| 27 maggio 2019 | 10 giugno 2024 | Gaetano Palermo    | lista civica              | Sindaco | [ 9 ] |
| 10 giugno 2024 | in carica      | Giovanni Cosenza   | lista civica              | Sindaco | [ 9 ] |

## Geografia antropica

### Centro storico
Con la dicitura 'Laino Castello vecchio' si è soliti indicare quello che oggi resta dell'antico abitato posto sullo stesso colle (colle S. Teodoro) dove, secoli prima, si insediarono i Longobardi. Della fortezza e della relativa cinta muraria resta ben poco, ma il nucleo abitativo, abbandonato all'inizio degli anni '80 è ancora parzialmente in piedi.

Il borgo presenta ancora stradine ripide, resti di porte, torri e fortificazioni tipiche dell'impianto medievale.
Oltre ai ruderi del castello, restano sul fianco del colle, a riprova dell'antichità del borgo, tutta una serie di grotte naturali utilizzate nel periodo bizantino dai monaci e più tardi adibite ad abitazioni civili (il dato emerge dal catasto onciario del 1755).
Tra i luoghi di interesse sono da citare:
- la Chiesa madre di San Teodoro, d'origine bizantina, in cui era custodito un trittico attribuito a Pietro Befulco e raffigurante la Madonna in trono con Bambino ed i santi Teodoro e Gerolamo (oggi custodito presso il museo diocesano di Cassano allo Ionio);
- la Chiesa di Santa Maria delle Vergini (1700 circa);
- i ruderi del castello longobardo, adibiti a cimitero in seguito all'editto di Saint Cloud del 1804.

Dopo anni di completo abbandono, è in corso un progetto per il recupero e il riutilizzo del vecchio borgo come “Borgo–Albergo”. A tale scopo, sono stati eseguiti e sono tuttora in corso diversi lavori di recupero e restauro.

### Laino Castello "nuovo"
Il nuovo abitato sito in località Pornìa – Scolari, poco distante dal centro storico, si presenta con strade ampie, villette singole o a schiera e la presenza di numerosi spazi verdi.
Nei pressi del nuovo abitato sorge l'antica cappella intitolata alla Madonna degli Scolari, costruita lì perché si narra che alcuni scolari erano soliti fermarsi ogni giorno, di ritorno da scuola, in un determinato punto nel quale vedevano comparire la Madonna. Proprio lì, dove avvenivano le apparizioni, si pensò di costruire questa cappellina nella quale ogni seconda domenica d'agosto i fedeli si raccolgono in preghiera per ricordare l'evento miracoloso.